# Wörter und Sachen
Wörter und Sachen ist eine darstellende Forschungsrichtung für Sprach- und Sachforschung, die erstmals in Rudolf Meringers Artikel Wörter und Sachen in den Indogermanische Forschungen 17 (1904/1905) zur Diskussion gestellt wurde. Weitere Ergebnisse wurden in der eigens eingerichteten kulturhistorischen Zeitschrift für Sprach- und Sachforschung Wörter und Sachen (Heidelberg 1909 ff.) vorgestellt.
Die Forschungsrichtung kritisierte ursprünglich den ganz auf die Laute konzentrierten „Atomismus“ der Junggrammatiker und wollte die Sprachwissenschaft in das „Ganze“ der Kulturwissenschaft integrieren. In der Folge beschäftigte sie sich mit der Untersuchung der wechselseitigen Beziehung zwischen den Wörtern und den von ihnen bezeichneten Gegenständen und Sachverhalten. Der „Wörter-und-Sache“-Bewegung waren nebst anderen die Sprachwissenschaftler Rudolf Meringer, Wilhelm Meyer-Lübke und Hugo Schuchardt verbunden.
Typische Resultate dieser Forschungsrichtung sind der Sprachatlas der deutschen Schweiz (SDS), der Atlas der schweizerischen Volkskunde (ASV) und – schon der Name ist Programm – der Sprach- und Sachatlas Italiens und der Südschweiz (AIS). Hinzu kommen zahlreiche Dissertationen, die hauptsächlich in den 1910er- bis 1950er-Jahren als Monographien erschienen sind.